# Forças Armadas de Libertação Nacional de Timor-Leste
Die Forças Armadas de Libertação Nacional de Timor-Leste FALINTIL (Bewaffnete Kräfte zur nationalen Befreiung Osttimors) war der militärische Arm des osttimoresischen Widerstands gegen die indonesische Besatzung zwischen 1975 und 1999.

## Geschichte
Am 20. August 1975 wurde die FALINTIL in Aileu als Parteiarmee der FRETILIN gegründet. Im Bürgerkrieg gegen die UDT um die Vorherrschaft, die vor Ausrufung der Unabhängigkeit von Portugal 1975 ausbrachen, unterstützten Osttimoresen, die bisher in der portugiesischen Armee gedient hatten, die FRETILIN. Sie bildeten den Kern der FALINTIL.
Neun Tage nach Ausrufung der Unabhängigkeit am 28. November 1975, begann die indonesische Regierung mit der Invasion von Osttimor. Schon zuvor war es bei der Besetzung der Grenzgebiete zu Kämpfen mit der FALINTIL gekommen. Zu diesem Zeitpunkt hatte die FALINTIL 2.500 ausgebildete Soldaten, 7.000, die etwas militärisches Training durch Portugal erhalten hatten und 10.000 Kämpfer, die nur eine kurze militärische Ausbildung genossen hatten. Auf dem FRETILIN-Kongress vom Mai 1976 in Soibada wurde Nicolau dos Reis Lobato offiziell zum militärischen Kommandant erhoben. Bis Dezember 1978 wurden die Basen der Widerstandsbewegung von der indonesischen Armee weitgehend zerstört und über 80 Prozent der FALINTIL-Kämpfer getötet. Lobato wurde bei der „Operation Einkreisung“ verletzt und kurz darauf von den Indonesiern am 31. Dezember 1978 gestellt. 1981 wurde Xanana Gusmão in einer geheimen Nationalkonferenz in Lacluta zum neuen Chef der FALINTIL gewählt.
War der Guerillakrieg durch die FRETILIN bis zum Tod Nicolau dos Reis nicht die Regel gewesen, begann Xanana Gusmão gezielt mit dieser Taktik für die Unabhängigkeit zu kämpfen. Verschiedene timoresische Gruppierungen bekämpften die Besatzer mit Unterstützung aus der Bevölkerung vom Gebirge aus. Bei den Auseinandersetzungen verübte das indonesische Militär massive Menschenrechtsverletzungen und Gräueltaten (unter anderem Mord und Vergewaltigungen). Am 10. Juni 1980 griffen FALINTIL-Einheiten den Fernsehsender in Marabia, das Waffenlager in Becora und militärische Einrichtungen in Dare und Fatu Naba am Rande der Hauptstadt Dili an. Es war der erste größere Angriff, auch levantamento (port.: „Erhebung, Aufstand“) genannt, seit der fast völligen Zerschlagung der Widerstandsbewegung im Jahre 1978. Das indonesische Militär tötete als Reaktion darauf über 100 Menschen und folterte oder verbannte Angehörige von Widerstandskämpfern auf die als Gefängnisinsel benutzte Insel Atauro.
Der stellvertretende Verantwortliche, Colonel Purwanto, begann geheime Verhandlungen mit dem Rebellenführer Xanana Gusmão, die am 23. März 1983 im Waffenstillstand endeten. Die FALINTIL verübten am 8. August 1983 in Kraras (Subdistrikt Viqueque) einen Überfall auf eine Einheit der indonesischen Armee, bei dem 14 Soldaten ums Leben kamen. Bei der Vergeltungsaktion des Militärs, dem Kraras-Massaker, starben 300 Einwohner des Dorfes, zahlreiche Personen wurden verhaftet, andere konnten in die Berge fliehen. Andere Quellen geben an, dass die Indonesier die Waffenruhe gebrochen hatten. Dies war der Anlass für die großangelegte Operation Operasi Sapu Bersih („Reiner Tisch“) des indonesischen Militärs im August des Jahres. Im September 1983 folgte die Operasi Persatuan. Von August 1983 bis Juni 1984 erfolgten schwere Bombardements durch die indonesische Luftwaffe, die auch die Zivilbevölkerung in Mitleidenschaft zog.
1984 versuchten Stabschef Reinaldo Freitas Belo (Kilik Wae Ga’e), sein Stellvertreter Mauk Moruk, dessen Untergebener Oligari Asswain und ein weiterer FALINTIL-Kommandant den Aufstand gegen Kommandeur Xanana Gusmão. Während sie seine Politik der Vereinigung aller nationalen Kräfte kritisierten ihn einen Verräter und sich die wahren Vertreter der Revolution nannten, warf Gusmão der Gruppe fehlendes Pflichtgefühl und militärische Fehler aufgrund von Eigenmächtigkeiten vor. Zu einem von Gusmão einberufenen Reorganisationstreffen der FALINTIL in Liaruca im September 1984, erschienen die rebellischen Kommandanten nicht. Stattdessen versuchten sie in Same andere Kommandanten für sich zu gewinnen. Am 4. September wurde in Liaruca eine radikale Umstrukturierung der militärischen Kommandostruktur beschlossen. Belo und Mauk Moruk wurden zusammen mit drei anderen wegen Aufruhr aus dem Zentralkomitee geworfen. Gusmão wurde neben Kommandeur nun auch zum Stabschef der FALINTIL. Eine Einheit aus Kämpfern aus allen militärischen Regionen wurde entsandt, um die Rebellen zu entwaffnen. Belo war verschwunden, doch Mauk Moruk konnte entdeckt werden. Obwohl er keine Unterstützung mehr hatte, gelang ihm bewaffnet die Flucht. Er stellte sich schließlich den Indonesiern und ging ins Exil, dass er vor allem in den Niederlanden verbrachte. Laut Angaben von Gusmão erschoss Belo sich kurz darauf selbst. Gusmão unterstellte ihm später psychische Probleme. Andere FALINTIL-Kommandanten geben an, Belo sei in einem Gefecht mit den Indonesiern umgekommen. Oligari Asswain, Stellvertreter von Mauk Moruk, wurde aus der FALINTIL geworfen. Gusmão nutzte seine neugewonnene Macht, um die marxistische Ideologie der FRETILIN im Widerstand über Bord zu werfen. Auch Widerständler, die nicht im Partisanenkampf beteiligt waren und anderen politischen Strömungen angehörten wurden nun in eine nationale Widerstandsbewegung eingebunden.
Am 20. August 1987 wandelte Gusmão die FALINTIL von einer Parteiarmee der FRETILIN zu einer nationalen Armee des osttimoresischen Widerstands um. Gusmão blieb ihr Anführer. 1988 trat Xanana Gusmão aus der FRETILIN aus, um im neu gegründeten Dachverband des timoresischen Widerstands CNRM (später CNRT) als Vorsitzender eine parteipolitisch neutrale Position vertreten zu können.
Am 20. November 1992 wurde Gusmão schließlich bei einer großangelegten Aktion des indonesischen Militärs mit 40.000 Soldaten in einem Haus in Lahane bei Dili gefangen genommen. Die Führung der FALINTIL übernahm Ma'huno Bulerek Karathayano, der bereits am 5. April 1993 ebenfalls von den Indonesiern gefangen wurde. FALINTILs Nummer 3, David Alex wurde 1997 von den Indonesiern gefangen und ermordet. Ma'huno folgte Nino Konis Santana, der am 11. März 1998 bei einem Unfall ums Leben kam.

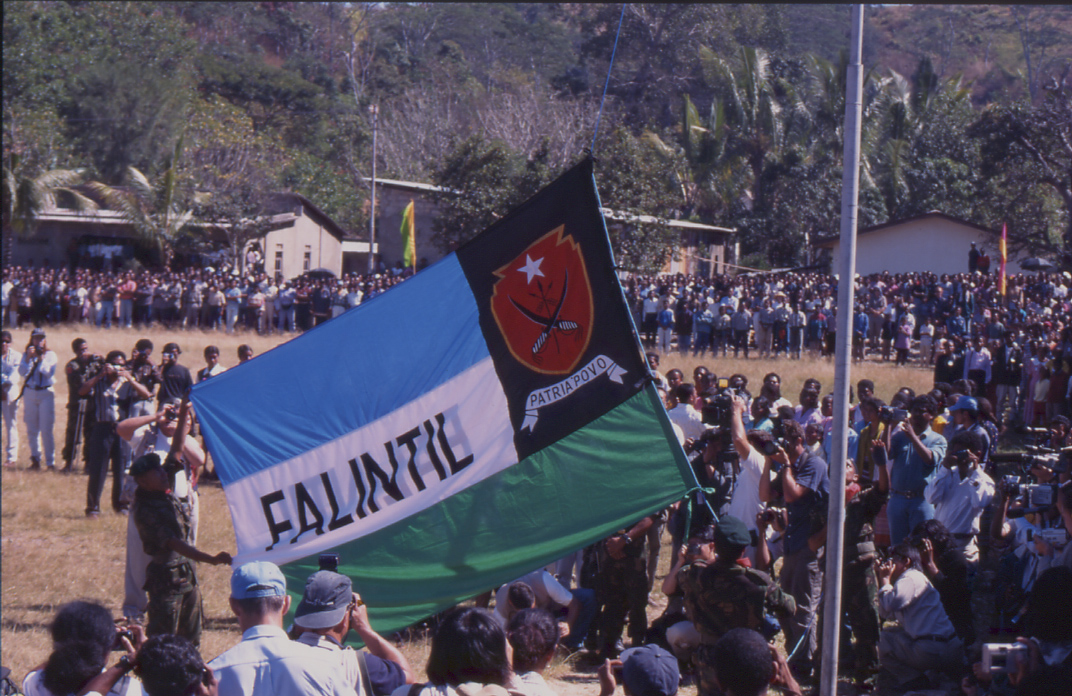
Feierlichkeiten im Lager in Aileu zum 25. Geburtstag der FALINTIL (2000).

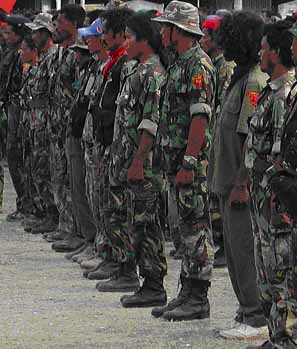
FALINTIL-Veteranen 2005

1999 war der internationale Druck auf Indonesien so erhöht worden, dass Präsident Habibie erklärte, dass seine Regierung nun eine Unabhängigkeit Osttimors in Betracht ziehen könne. Am 11. März einigten sich die UN, Portugal und Indonesien auf Ministerebene auf die Abhaltung eines Referendum über die Zukunft Osttimors. Am 21. April einigten sich die Konfliktparteien in Osttimor auf eine Einstellung der Gewalt. Die 2000 Kämpfer der FALINTIL erklärten sich zum Waffenstillstand bereit.
Als nach Bekanntgabe des Ergebnisses des Referendums, bei dem sich die große Mehrheit für die Unabhängigkeit entschieden hatte, durch die Operation Donner eine letzte Gewaltwelle durch pro-indonesische Milizen und indonesisches Militär ausbrach, löste im September die internationale Eingreiftruppe INTERFET die indonesische Besatzung ab. Die FALINTIL-Kämpfer wurden in vier Camps gesammelt in Uai-Mori (Subdistrikt Viqueque), Atelari (Subdistrikt Laga), Poetete (Subdistrikt Ermera) und Ai-Assa (Subdistrikt Bobonaro). Den Kämpfern wurde verboten, ihre Waffen außerhalb der Lager mitzunehmen. Bei der Überführung in die Sammellager kam es zu zahlreichen Problemen, da einige Kämpfer dies ablehnten. Einer der bekanntesten FALINTIL-Führer, Cornelio Gama (heute bekannter als L7, heute Vorsitzender der Partei UNDERTIM) verließ das Lager zusammen mit einigen Getreuen. Es waren die Folgen von Frustration und Hilflosigkeit, die zu solche Entscheidungen führten. Probleme mit der Versorgung führten zu Nahrungsmittelengpässen und Fällen von Tuberkulose und Malaria in den Lagern. Am 12. September 2000 beschloss das Übergangskabinett Osttimors die Gründung der Verteidigungskräfte Osttimors F-FDTL.
Am 1. Februar 2001 wurde in einer Zeremonie auf dem Fußballplatz von Aileu die Umwandlung der FALINTIL in die F-FDTL offiziell vollzogen. Zum Klang eines Signalhorns aus der portugiesischen Kolonialzeit wurde von einem Mast die Flagge der FALINTIL eingeholt und von drei Guerilleros zu FALINTIL-Kommandant Taur Matan Ruak gebracht, der sie Xanana Gusmão übergab. Bewegt faltete er die Flagge und vergrub sein Gesicht in ihr für einige Sekunden. Unter Tränen erhob Gusmão seinen Kopf. Ihm wurde ein Gewehr gereicht, dessen Hinterschaft. Einige Minuten später wurde am Mast die Flagge der Vereinten Nationen gesetzt und 650 ehemalige Guerilleros wurden zu den ersten Soldaten der F-FDTL. Taur Matan Ruak wurde, als Brigadegeneral, von Gusmão und UN-Sonderbeauftragten Sérgio Vieira de Mello, zum Kommandeur der Streitkräfte ernannt. Die restlichen Kämpfer wurden ins Zivilleben entlassen. Gruppen innerhalb der FALINTIL sahen sich bei der Auswahl der rekrutierten Soldaten benachteiligt, nannten sie undemokratisch und brachen mit der neuen Regierung. Dazu gehören die Sagrada Família, Colimau 2000 und Esnaco. Sie bilden heute teils kriminelle Banden in Osttimor. Bischof Carlos Filipe Ximenes Belo hielt zusammen mit Minister Filomeno Jacob und zwei weiteren Priestern eine Messe in Tetum und Portugiesisch, in der an die Toten gedacht wurde. Belo nannte die Gefallenen „wesentliche Elemente“ des Kampfes für die Unabhängigkeit Osttimors. Zum Schluss wurde ein Denkmal für die „Märtyrer der FALINTIL“ eingeweiht. Ein einfaches Holzkreuz in einem Zementblock, in dem ein SKS-Gewehr der Indonesier und Speer und Schwert der Timoreden dargestellt sind. An dem Denkmal wurden Kränze niedergelegt und Salutschüsse abgegeben.

## Flagge

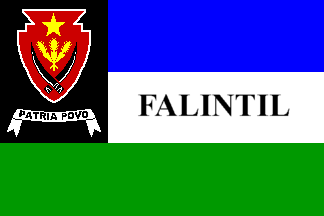
Die erste Version der Flagge der FALINTIL

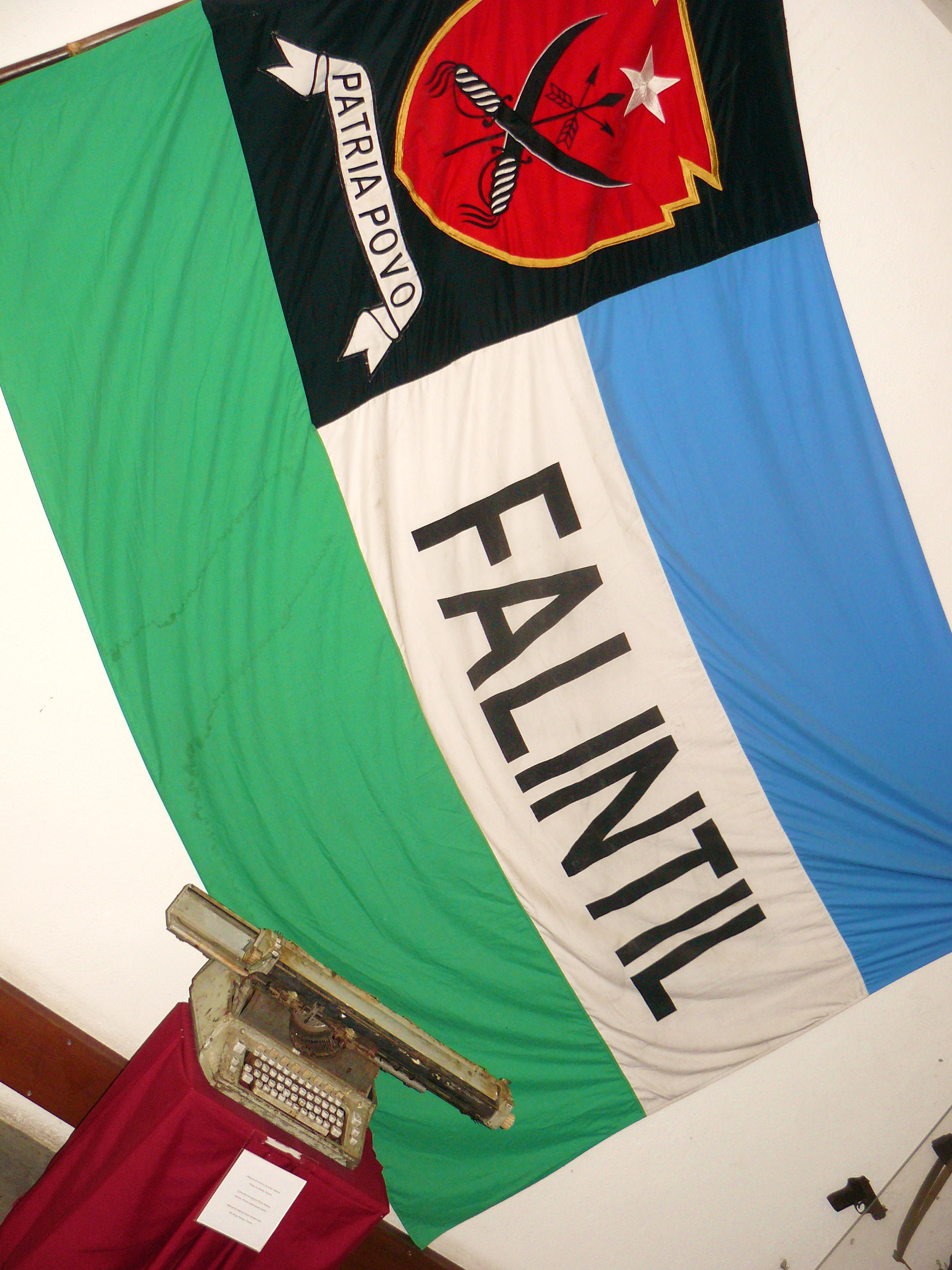
Flagge der FALINTIL im Archiv & Museum des timoresischen Widerstands mit dem neuen Wappen

Die Flagge der FALINTIL wurde 1987 in der Basis Ai-Dila-Okir von FALINTIL-Führer Xanana Gusmão entworfen. Das ehemalige Versteck ist daher heute Teil des Nationalparks Kay Rala Xanana Gusmão in den Gemeinden Ainaro und Manufahi.
Blau symbolisiert die Insel Timor zwischen Meer und Himmel, die Identität der Osttimoresen auf der spirituellen Ebene als Volk, mit allen Sehnsüchten. Weiß steht für die Sehnsucht nach einem dauerhaften Frieden, dem Bedürfnis nach sozialer Gerechtigkeit und für allgemeine Toleranz. Grün symbolisiert Osttimor als Land der Bauern, die Notwendigkeit des Fortschritts, stets aber mit Rücksicht auf die Umwelt und die ewige Hoffnung. Gelb, Rot und Schwarz sind die traditionellen Farben des Unabhängigkeitskampfes.
Der goldene Stern, das eigentliche Symbol des Unabhängigkeitskrieges, steigt aus dem Rot des vergossenen Blutes. Er ist die Hoffnung auf einen glorreichen neuen Tag, so wie der Morgenstern den Tagesanbruch symbolisiert.
Die Griffe der beiden Suriks (Schwerter) sind vierfach unterteilt, was die Zahl Acht ergibt. An jedem Griff hängen zehn Ziegenhaare, was insgesamt 20 ergibt. Die drei Vogelfedern haben insgesamt 75 Härchen. Am 20. August 1975 wurde die FALINTIL gegründet.
„Patria Povo“ (deutsch Vaterland Volk) ist das Motto der FALINTIL.
Der CNRT führte eine ähnliche Flagge, die aber ein etwas verändertes Wappen führte und den Schriftzug „CNRT“. Die FALINTIL übernahm relativ bald diese Wappenversion für ihre Flagge, die auch heute noch die Flagge der Verteidigungskräfte Osttimors ist.
In den Lagern der FALINTIL war es streng verboten, durch den Schatten der Flagge zu laufen. Angeblich stammt diese Regel aus der Kolonialzeit, in der Timoresen verprügelt worden seien, wenn sie durch den Schatten der Flagge Portugals liefen.

## Siehe auch

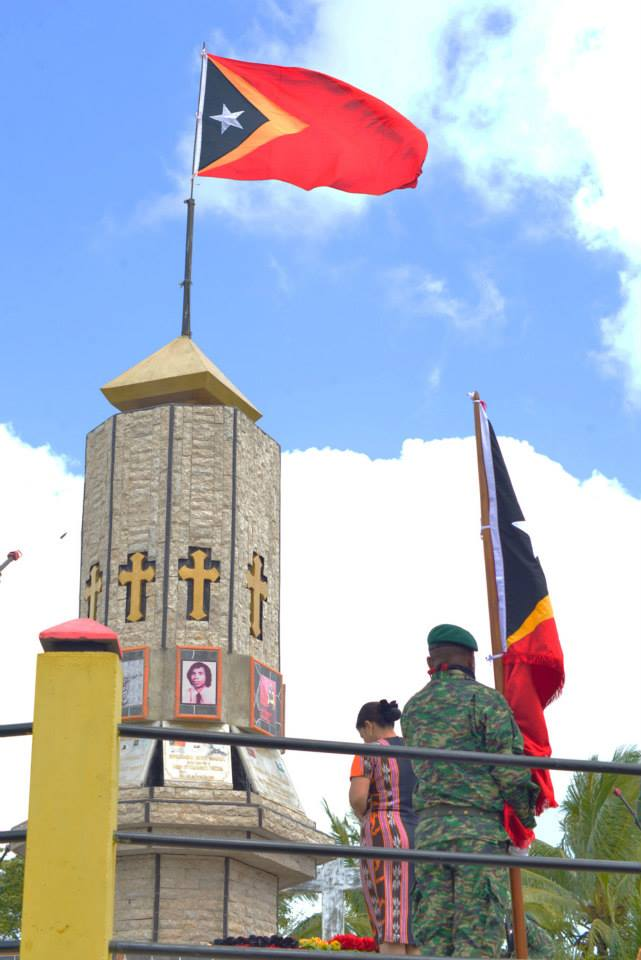
Mahnmal für neun 1985 gefallene FALINTIL-Kämpfer in Souro